# Wim Laman
Willem Fredrik (Wim) Laman (Den Haag, 22 april 1946) is een Nederlands componist.
Hij kreeg op zijn 21e jaar zijn eerste muzieklessen aan het Goois Muzieklyceum (Algemene Muzikale Vorming en dwarsfluit). Van 1970 tot 1975 studeerde hij wijsbegeerte aan de Universiteit Leiden, met als bijvakken muziekwetenschappen en psychologie. In deze jaren ontwikkelde hij zich autodidactisch tot componist, waarbij studentenensembles zijn eerste composities uitvoerden. Tot zijn eersterlingen behoren:
- Temps et Durée voor toonband en orkest, dat in 1974 door het Leids Studenten Kamer Orkest (LeSKO) werd uitgevoerd, onder leiding van Ed Spanjaard. Het stuk is gebaseerd op het gelijknamige werk van Henri Bergson;
- het opdrachtstuk Wat baet de Vrijheit..., een stuk voor 2 spreekstemmen, koor en orkest, dat hij componeerde ter gelegenheid van het 4e eeuwfeest van de Leidse Universiteit en in 1975 twee keer in de Pieterskerk werd uitgevoerd. Hierin worden de teksten uit het Geuzenliedboek afgezet tegen de preambule van de Universele verklaring van de rechten van de mens.

In 1975 maakte hij de overstap naar de Rijksuniversiteit Utrecht waar hij muziekwetenschappen en sonologie ging studeren. Hij was studentassistent bij achtereenvolgens Prof. Dr. Marius Flothuis (Muziekgeschiedenis tot 1900) en Dr. Jos Kunst (Muziek van de Twintigste Eeuw).
In deze periode werden tevens zijn composities voor het eerst uitgevoerd door professionele ensembles waaronder het Nederlands Blazers Ensemble en het Residentie Orkest. Nadien componeerde hij werken voor het Schönberg Ensemble, het Xenakis Ensemble, het Gijsbrecht van Aemstel Kwartet, het Dufy Kwartet, het Schönberg Kwartet en basklarinettist Harry Sparnaaij, Orkest de Volharding en Koor Nieuwe Muziek, het Radio Symfonie Orkest, het Radio Kamer Orkest, Camerata Busoni, het Doelen Ensemble en het Ensemble Wendingen. Voor een aantal composities vervaardigde hij ook elektronische muziek.
Veruit de meeste composities van Laman werden gehonoreerd door het Nederlands Fonds Podium Kunsten (van het Fonds voor de Scheppende Toonkunst).
Zijn radiofonische compositie La Voce del Corno (NOS-opdracht) kreeg op het concours Prix Italia en op het Rostrum for Electro-Acoustic Music in Stockholm een eervolle vermelding.
Naast zijn activiteiten als componist was Wim Laman in deeltijd werkzaam als programmamaker voor VPRO Radio 4.

## Composities
- 1973 - Temps et Durée Voor toonband en orkest (naar Henri Bergson)
- 1974 - Wat baet de Vrijheit voor twee spreekstemmen, koor en orkest (32')
- 1976 - Musica, ars subtilior viola, 16 strumenti a fiato, gran cassa (13')
- 1976 - The bird of paradise mezzo soprano, pianoforte (text: R.D. Laing) (14')
- 1977 - Echo la primavera clarinetto solo (5')
- 1977 - Contravolutie voor groot orkest en klankspoor (21')
- 1978 - Het gevecht voor bas/bariton, instrumentaal ensemble en tape (revisie 1993; tekst: Armando) (28')
- 1978 - Canto infernale per soprano e 3 gruppi strumentali (revisione 1980; tekst: Dante Alighieri; Eustache Deschamps musica) (20')
- 1979 - Rito musica per una coreografia immaginario per orchestra (revisione 1981) (14')
- 1979 - Wahnfried oder die Wagnerdämmerung (15')
- 1981 - Fleurs du mal (text: Ch. Baudelaire) (21')
- 1982 - Confronti per corno solo e tre gruppi strumentali (15')
- 1986 - Pancabana for twelve players (17')
- 1987 - Emanation for flute, violin, violoncello and harp (13')
- 1989 - Midas' tomb for voice, string quartet and tape (19')
- 1991 - Syntagma concerto for violin and small orchestra (20')
- 1991 - Django for chamber ensemble (8')
- 1993 - Schlussgesang op teksten van Franz Kafka, voor bariton en ensemble (18')
- 1996 - Oresteia Act 1 Agamemnon, opera in 3 acts ( libretto after Aeschylos' Oresteia)
- 1999 - Elegy & Totentanz strijkkwartet en basklarinet/klarinet in a (22')
- 1999 - ...e'l vento tace... for mezzo-soprano, large wind ensemble and 6 percussionists (tekst: Francesco Petrarca) (31')
- 2000 - The blue woman for soprano and ensemble (poems of Wallace Stevens) (19')
- 2001 - Phaethon's horses for ensemble and chamber choir (text: Pamprepios of Panopolis) (21')
- 2001 - Aioon for orchestra (34')
- 2002 - Metamorphosis (18') voor ensemble en tape
- 2004 - Syntopoi concerto for violoncello and chamber orchestra (22')
- 2006 - "Tragedia de los caballos locos" voor sopraan en cello-octet (tekst Jaime Siles)
- 2007 - Canti d'Orfeo (21') voor hobo/althobo en orkest
- 2008 - Orphic rites for piano quartet (18')
- 2008 - Spring at Enoshima (18') voor sopraan en ensemble (op anonieme Japanse gedichten)
- 2009 - Panthalassa voor orkest  (30')
- 2013 - Oresteia, opera naar Aischylos, 2e en 3e akte (80') voor solisten, koor, orkest en elektronica
- 2014 - Requiem Songs voor sopraan, bariton, koor en orkest. Teksten uit de latijnse requiem mis en gedichten van Francesco Petrarca, Novalis en Dylan Thomas (50')

- Bibliothèque nationale de France: cb139589446 (data)
- Gemeinsame Normdatei: 103855602
- International Standard Name Identifier: 0000 0000 7839 141X
- Library of Congress Control Number: n81100692
- MusicBrainz: 34f0e337-b559-4c8d-ab84-082a80acc1b6
- Nationale Bibliotheek van Tsjechië: xx0187332
- Nationale Bibliotheek van Israël: 987007353248505171
- Nederlandse Thesaurus van Auteursnamen: 073831107
- Virtual International Authority File: 22562164
- WorldCat: E39PBJwXctMw6FqRxvVfQy3RKd